# Sauna finlandais
Le sauna finlandais (ou estonien) (en finnois : suomalainen sauna) est une composante importante des pays de culture fennique (Finlande et Estonie). Il s'agit d'un lieu qui est généralement chauffé à environ 80-110 °C pour transpirer, se relaxer et se laver. Il est basé sur la vapeur d'eau produite en jetant de l'eau sur des pierres chaudes. On estime que jusqu'à 99 % des Finlandais fréquentent régulièrement le sauna. Ses origines remonteraient à l'âge du bronze, entre 1500 et 900 ans av. J.-C. La Finlande compte cinq millions d'habitants et plus de trois millions de saunas, soit une moyenne d'un par ménage. Pour les Finlandais et Estoniens, le sauna est un lieu de détente pour les amis et la famille, ainsi qu'un lieu de détente physique et mentale. Les Finlandais et Estoniens considèrent les saunas non pas comme un luxe, mais comme une nécessité. Avant l'avènement des soins de santé publique et des crèches, jusqu'au XIXe siècle, presque toutes les mères finlandaises et estoniennes accouchaient dans des saunas.

## Origines du sauna

### Naissance

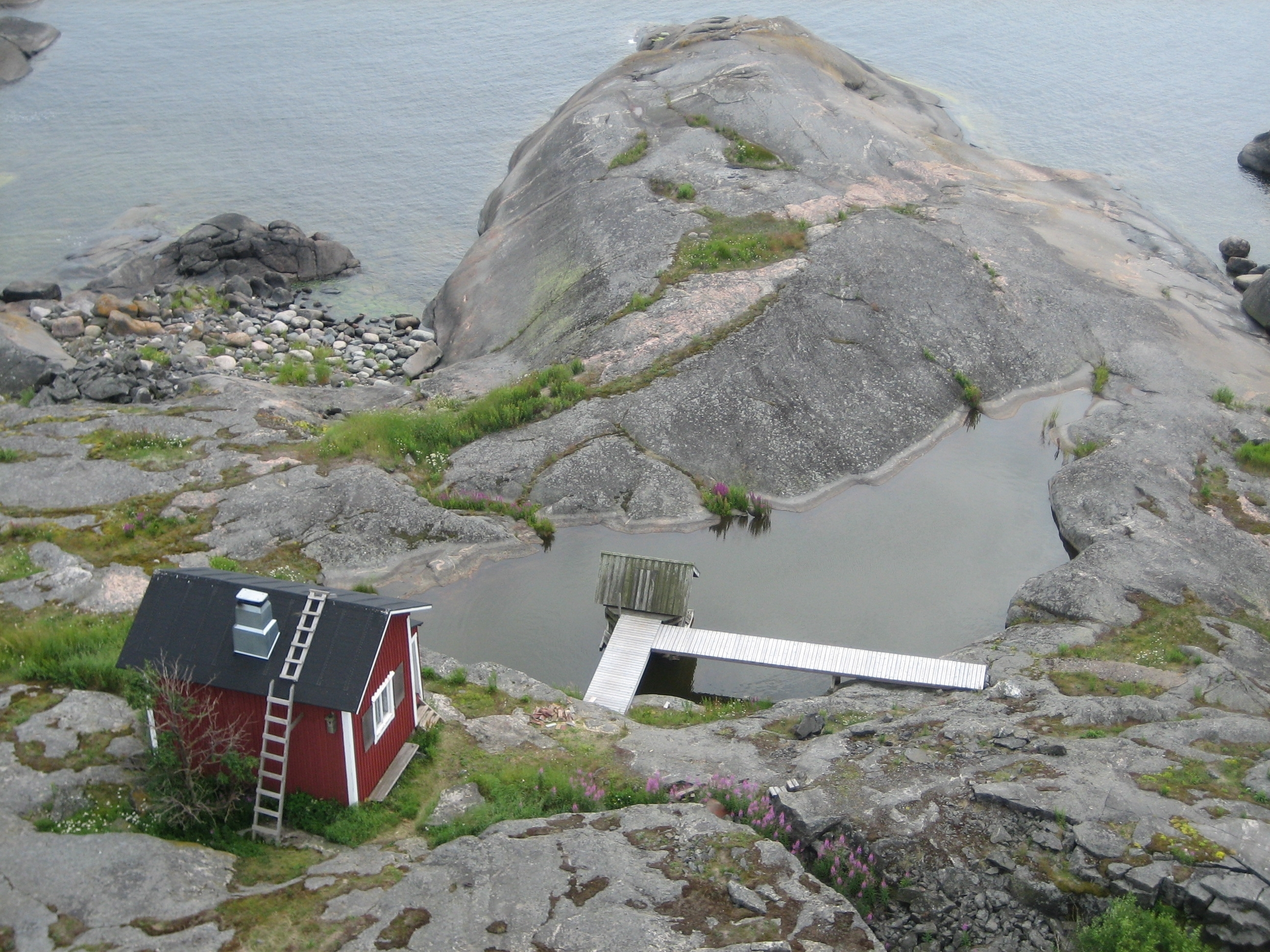
Le sauna du phare de Söderskär.

Le sauna en Finlande est une tradition ancienne et ses origines précises sont difficiles à retracer, mais ses premières versions dateraient de l'âge du bronze :
le sauna était une fosse creusée dans une pente, avec des pierres. Quand celles-ci avaient été chauffées, la fosse était recouverte de branches ou de tourbe. De l'eau était versée sur les pierres, et la vapeur ainsi dégagée chauffait l'endroit.

### Premières mentions
L'une des premières mentions écrites de ce que l'on croit être la coutume du sauna des ancêtres finlandais est relatée par Nestor le Chroniqueur, en 1112. Il décrit les « saunas en bois, chauds, dans lesquels les baigneurs nus se frappent avec des branches et finissent par se verser de l'eau froide ». Par ailleurs, le professeur Mikael Wexionius (fi) mentionne, à l'ouverture de l'Académie royale d'Åbo, en 1640, que « tous les finlandais qui travaillent dur ont un sauna ».
Pendant la réforme en Scandinavie, la popularité des saunas s'étend à d'autres pays, du fait que les bains publics européens étaient détruits. À l'époque où le bain n'était pas ou rarement nécessaire, les Finlandais se lavaient eux-mêmes dans les saunas au moins une fois par semaine.

### Raisons de la survie
L'une des raisons pour lesquelles la culture du sauna a toujours prospéré en Finlande est la polyvalence du sauna. Quand les gens déménagent, la première chose qu'ils font est de construire un sauna. Les Finlandais l'utilisent pour y vivre, manger et s'occuper des questions d'hygiène mais aussi pour accoucher dans un environnement pratiquement stérile. Pour les Finlandais, le sauna « nettoie le corps et l'âme ». Autrefois les malades étaient soignés dans le sauna, où ils étaient nés. En effet, le sauna permettait aux femmes, lors d'un accouchement, d'y chauffer l'eau et, comme les habitations étaient petites et surpeuplées, il offrait la tranquillité et l'intimité dont elles avaient besoin. En outre, le sauna était un lieu sacré de rituel. Par ailleurs, en Finlande, avant leur enterrement, les morts sont lavés par les femmes, dans un sauna froid. En Finlande occidentale, le sauna servait également à fermenter le malt ou à la salaison de la viande En automne, les femmes s'y réunissaient aussi pour filer le lin,.
Contrairement à beaucoup d'autres endroits plus densément peuplés en Europe, la disponibilité du bois nécessaire pour construire et réchauffer le sauna n'a jamais été un problème. Une autre raison de sa popularité est que dans un climat aussi froid, le sauna permet aux gens de se réchauffer pendant au moins une courte période. Cependant, il est tout aussi populaire en été qu'en hiver.

## La coutume du sauna finlandais

### Importance culturelle

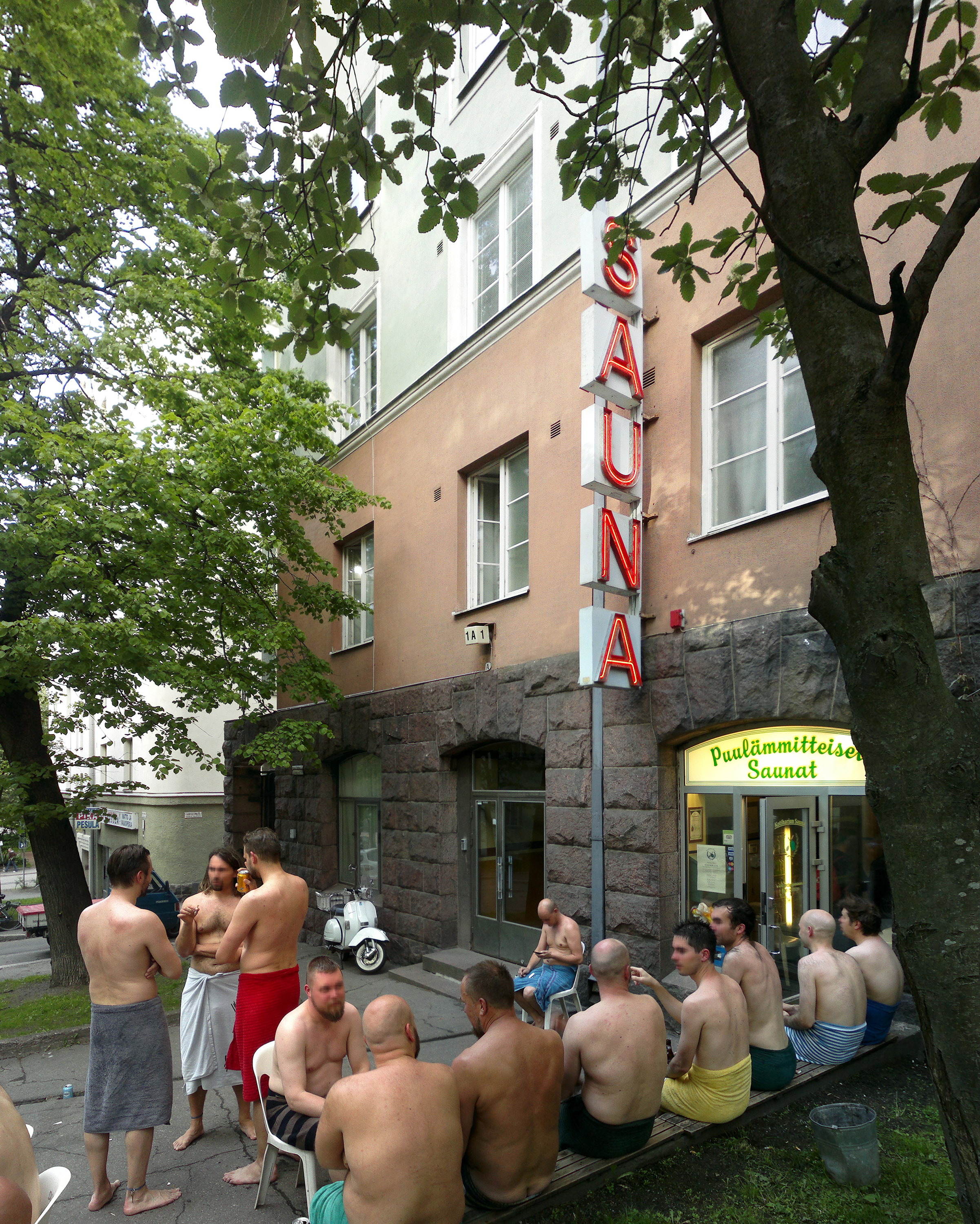
Un sauna public à Helsinki.

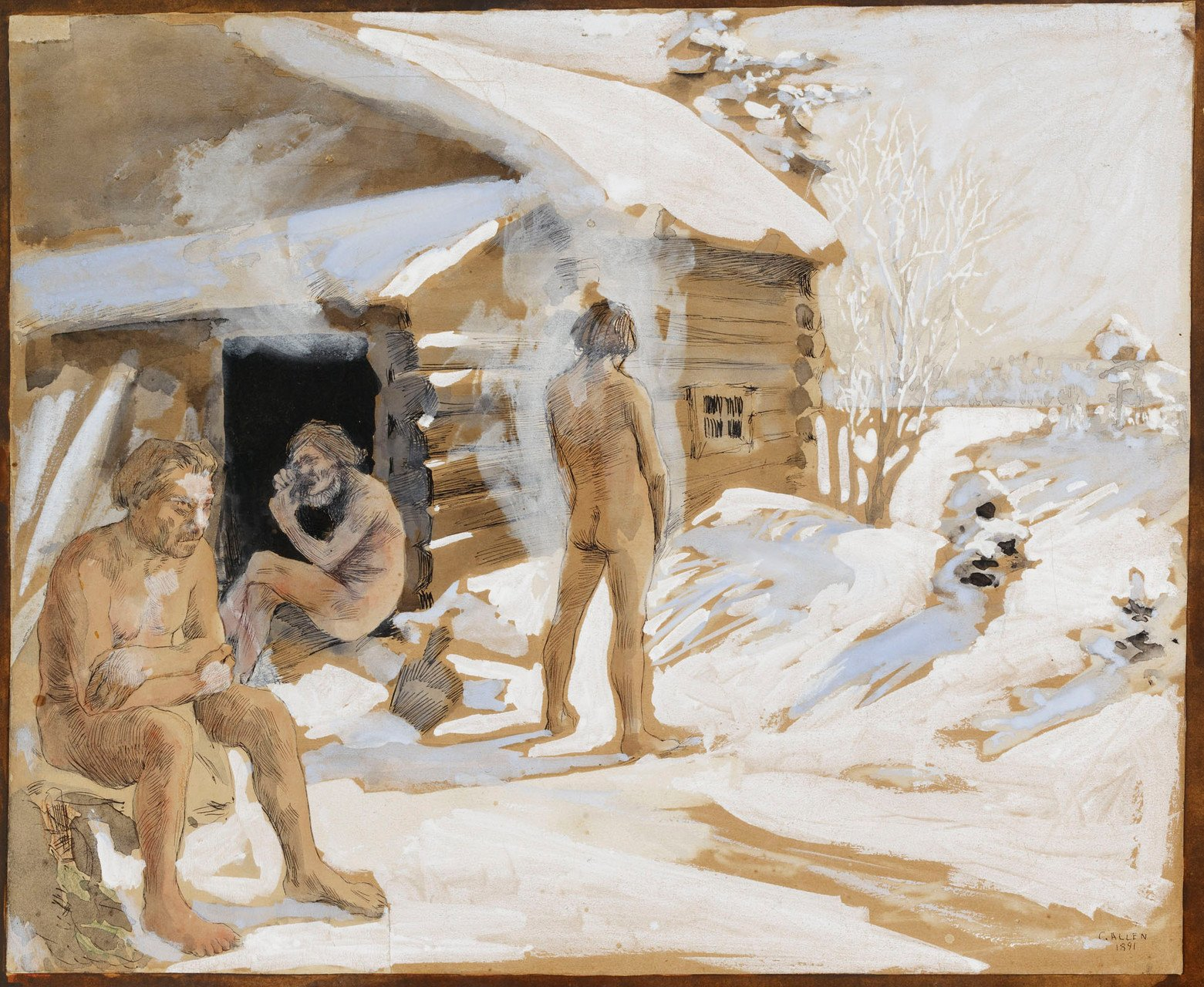
Akseli Gallen-Kallela, En dehors du sauna.

Les saunas font partie intégrante du mode de vie finlandais. On les trouve sur les rives des nombreux lacs finlandais, dans des appartements privés, au siège d'entreprises, au palais de la Diète nationale (le Parlement) et même à 1 400 mètres de profondeur dans la mine la plus profonde d'Europe, celle de Pyhäsalmi. Le sauna est un élément important de l'identité nationale et ceux qui en ont l'occasion le font au moins une fois par semaine. La traditionnelle journée du sauna est le samedi. Jusque dans les années 1980, le gouvernement était réuni au sauna tous les mercredis; les hôtes étrangers étaient invités au sauna présidentiel à Tamminiemi.

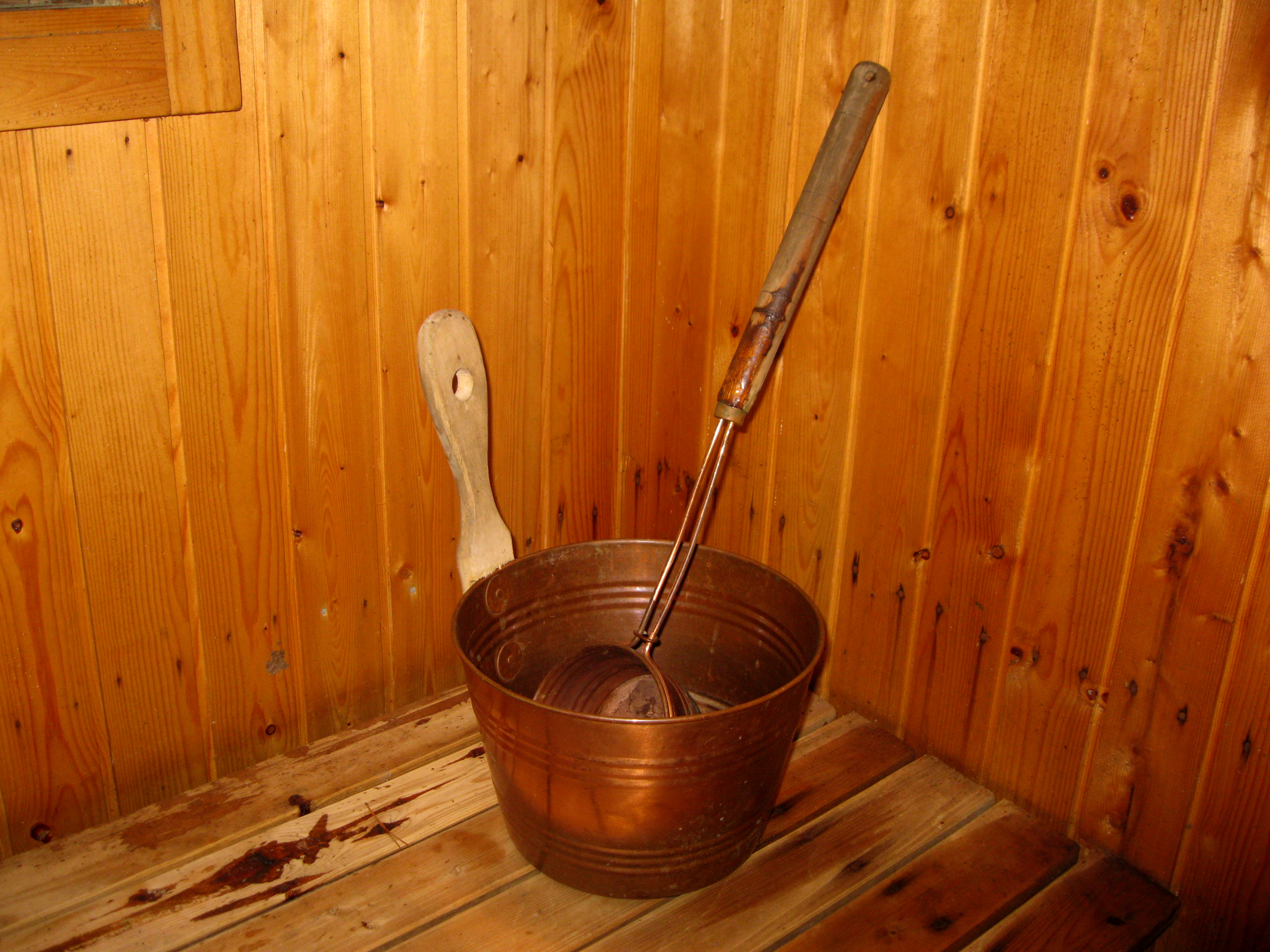
Louche et seau pour le sauna.

La tradition du sauna est si forte que chaque fois que les Finlandais partent à l'étranger, ils apprécient la possibilité d'avoir un sauna. Même l'église finlandaise de Rotherhithe, à Londres, possède son propre sauna. Les soldats finlandais, participant à des missions de maintien de la paix, sont célèbres pour leurs saunas. De même, lors de la mission des Nations unies en Éthiopie et en Érythrée, un sauna a été l'un des premiers bâtiments à être érigé. Un manuel de campagne militaire finlandais, datant de la Seconde Guerre mondiale, indique qu'il suffit d'une pause de huit heures, à un bataillon pour construire des saunas, les réchauffer et s'y baigner. Les saunas, même dans l'armée, sont des lieux strictement égalitaires. Il n'y a aucun grade ou hiérarchie dans le sauna.

### Déroulement
Aller au sauna commence par une douche, suivie d'un bain de vapeur, la pièce étant généralement chauffée à 80-110 °C. De l'eau est jetée sur les pierres chaudes qui recouvrent le kiuas, un poêle spécial utilisé pour réchauffer le sauna. Cela produit une grande quantité de vapeur humide, appelée löyly, ce qui augmente l'humidité et la chaleur dans le sauna. Seul le mot löyly est utilisé pour ce type particulier de vapeur, le mot finnois höyry (en français : vapeur) n'est jamais utilisé pour ce type de vapeur, sauf dans un sens scientifique. On trouve des équivalents pour le löyly dans les langues finlandaises : en carélien : löyly, en estonien : leil, en vote leülü, en vepse l'öl' et en live löul. Son sens originel signifiait esprit, souffle, âme et cela se retrouve encore aujourd'hui dans les langues ouraliennes, par exemple, en oudmourte : lul, en komi : lol, en mansi läl (vie), en lil et en hongrois : lélek.

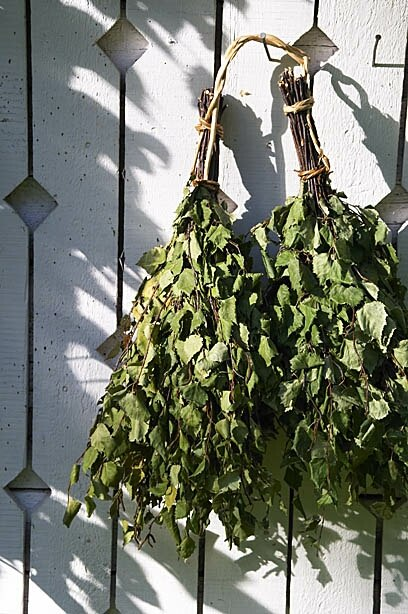
Le vasta ou vihta, un bouquet de bouleau, peut être utilisé pour se flageller.

Parfois, le bouquet de jeunes rameaux de bouleau, à feuilles odorantes et parfumées, appelé vihta, ou vasta, dans l'est de la Finlande, sert à se flageller doucement. Ceci a un effet relaxant sur les muscles, stimule la circulation sanguine et aide également à apaiser l'irritation causée par les piqûres de moustiques. Lorsque la chaleur commence à être inconfortable, il est d'usage de sauter dans un lac, une mer, une piscine ou de prendre une douche. En hiver, se rouler dans la neige ou même nager dans un trou creusé dans la glace du lac, un avanto, est parfois utilisé comme substitut. Souvent, après le sauna, il est de coutume de s'asseoir dans la loge ou sur le porche du sauna pour déguster une saucisse, avec de la bière ou des boissons gazeuses.
Après le refroidissement, lors du premier bain, les Finlandais retournent dans la pièce chaude et recommencent le cycle. Le nombre et la durée des cycles de refroidissement varient d'une personne à l'autre en fonction de ses préférences personnelles. Habituellement, il faut au moins deux ou trois cycles de 30 minutes à deux heures. En Finlande, les nombreux chalets d'été permettent de continuer à se baigner jusqu'à tard dans la nuit. C'est particulièrement vrai en été, où il n' y a pratiquement pas d'obscurité la nuit. La séance de sauna proprement dite se termine par un lavage en profondeur.

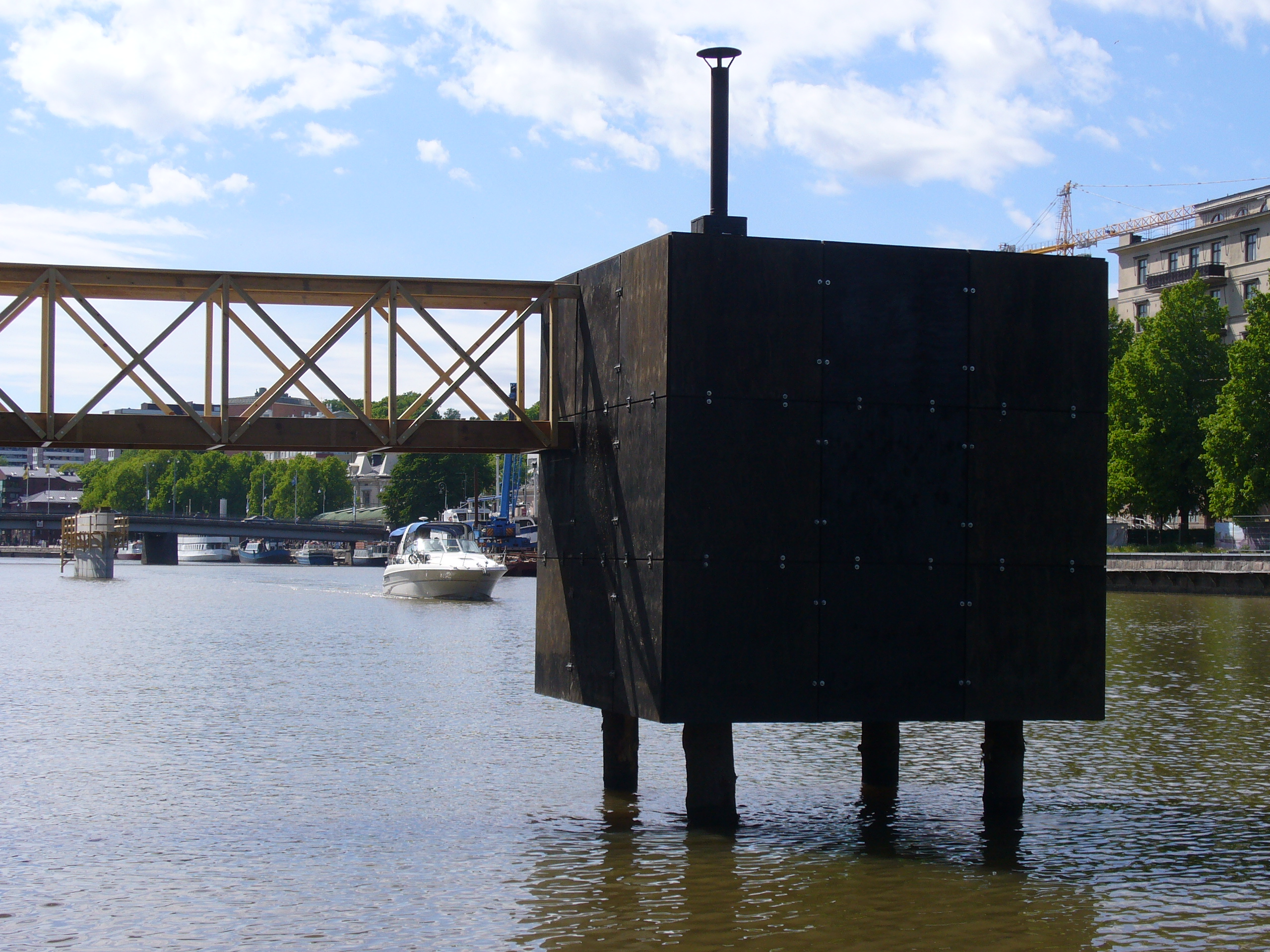
Un sauna à Turku.

La tradition du saunas finlandais, dessine trois schémas : selon la taille, la composition, les relations et la structure d'âge du groupe tout le monde peut aller au sauna en même temps, ou les hommes et les femmes peuvent prendre un sauna séparément, ou chaque famille peut aller au sauna séparément. Les saunas mixtes, avec des membres non familiaux, sont plus fréquents entre jeunes adultes, et sont assez rares chez les personnes âgées ou lors d'occasions plus formelles. Il est courant pour les adolescents d'arrêter d'aller au sauna avec leurs parents à un moment donné.

### Règles
Dans le sauna, il est interdit de porter des vêtements, dans la chambre chaude, bien qu'il soit acceptable de s'asseoir sur une petite serviette, ou pefletti, un mouchoir jetable conçu pour supporter la chaleur et l'humidité. Celui-ci peut être obligatoire dans un sauna public, comme dans une piscine publique. Pendant le refroidissement, il est courant de s'enrouler une serviette autour du corps. Bien que les saunas mixtes sont assez communs, pour un Finlandais typique, le sauna est, à quelques exceptions près, un lieu strictement non sexuel. De plus, dans les saunas publics, les maillots de bain sont interdits, dans la salle chaude, pour des raisons d'hygiène. Par ailleurs, le sauna n'est pas un endroit pour les gens qui sont ivres, du fait que l'alcool engourdit les sens.

### UNESCO
La culture du sauna en Finlande est inscrite sur la liste représentative du patrimoine culturel immatériel de l'humanité en décembre 2020 par l'UNESCO.

### Exportation
Dans les années 1950, le sauna devint connu en France.

## Les différents types de saunas

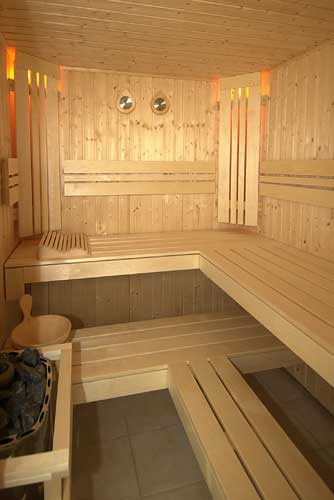
L'intérieur d'un sauna moderne

En Finlande, on trouve de nombreux types de saunas différents. Ils peuvent être classés en fonction du type de construction du sauna lui-même, soit par le type de poêle utilisé. Après le trou creusé dans le sol, les saunas finlandais ont évolué vers une cabine : il s'agit soit d'un chalet, se trouvant en dehors de la maison, soit d'une pièce de la maison. La distinction principale des saunas se situe entre les poêles que l'on chauffe une fois et ceux qu'il faut chauffer en permanence. Tous les saunas à fumée exigent d'être réchauffés.
Une fois allumés, les poêles ont une grosse quantité de pierres qui sont réchauffées avant la séance de sauna. Cela peut se faire en brûlant du bois, avec ou sans cheminée, au mazout ou au gaz naturel. Les poêles à chauffage continu ont moins de pierres chauffées pendant le bain. Le réchauffement peut se faire au bois, au mazout, au gaz naturel ou à l'électricité.
La température dans les saunas finlandais est de 60 à 100 °C, mais en règle générale de 70 à 80 °C, et cette température est maintenue nettement au-dessus du point de rosée, malgré la vaporisation de l'eau, en finnois : löyly, de sorte que la condensation visible de la vapeur ne se produit pas comme dans un bain turc.

### Le sauna à fumée
Le sauna à fumée (en finnois savusauna, estonien suitsusaun, võro savvusann), est un type spécial de sauna sans cheminée. Le bois est brûlé dans un poêle particulièrement grand et la fumée remplit la pièce. Lorsque le sauna est suffisamment chaud, on laisse le feu mourir et la fumée s'échapper. La chaleur résiduelle du poêle est suffisante pour la durée du sauna. Il s'agit du type de sauna ancestral, puisque les cheminées sont un ajout ultérieur. Les saunas à fumée, considérés comme des reliques du passé, ont connu un grand renouveau ces dernières années puisqu'ils sont considérés supérieurs par les connaisseurs. Cependant, ils ne sont pas susceptibles de remplacer la totalité ou même la plupart des saunas réguliers parce qu'il faut plus d'habileté, d'effort et de temps, habituellement presque une journée entière pour ce qui concerne le processus de chauffage.
Saunas traditionnels du Sud de l'Estonie (où ils font l'objet d'une inscription au patrimoine de l'UNESCO), les saunas à fumée ont été largement répandus et existent encore de nos jours en Finlande. Ils sont considérés comme étant bon marché, simples à construire et durables, à condition que des mesures de prévention d'incendie soient prises pendant la construction du sauna. La longévité est garantie par les caractéristiques désinfectantes de la fumée.

### Le sauna avec poêle à bois
Le sauna à bois est le type de sauna le plus courant en dehors des zones urbaines, où le sauna électrique est le plus courant. Le poêle en métal avec des pierres sur le dessus (en finnois : kiuas) est chauffé avec au bois de bouleau, ce qui porte le sauna à la température voulue. Si le bois de bouleau n'est pas disponible, tout autre bois fera l'affaire, mais le bois de bouleau bien séché est préférable en raison de sa bonne qualité, de son odeur et de sa combustion durable. L'important est d'avoir un bon finnois : löyly, c'est-à-dire, quand les pierres sont assez chaudes pour que l'eau jetée sur les pierres, s'évapore en formant un nuage de vapeur qui monte vers les baigneurs. Ceux-ci, dans chaque type de sauna, sont assis sur un banc élevé près du plafond où la vapeur chaude les atteint rapidement.

### Le sauna électrique
Dans les appartements en ville et dans la plupart des saunas publics, un poêle de sauna électrique (en finnois : kiuas) est utilisé, car il n'y a pas besoin de bois pour chauffer. Très simples à préparer, une simple pression sur un bouton suffit. Ils ont généralement des pierres pour retenir la chaleur, comme les saunas à fumée et ceux à poêle à bois, et parfois un grand bloc de pierre est utilisé pour donner le même effet lorsque l'eau est jetée dessus. La plupart des immeubles en Finlande comprennent, au minimum, ce type de sauna, pour les résidents, avec des heures réservées aux saunas communautaires pour les hommes et les femmes et des horaires spéciaux pour ceux qui demandent des heures d'ouverture spécifiques liées à l'appartement. Mais la plupart des Finlandais préfèrent un sauna à poêle à bois à un sauna électrique.

### Le sauna mobile
Les scouts et diverses autres organisations de jeunes ont souvent des saunas portatifs dans des tentes. Ces saunas sont aussi construits dans des voitures, autobus, remorques de voiture, tracteur, caravane ou même de vélo. En Finlande, il existe des entreprises qui louent des saunas mobiles et même un événement annuel du sauna mobile à Teuva.

### Le sauna public

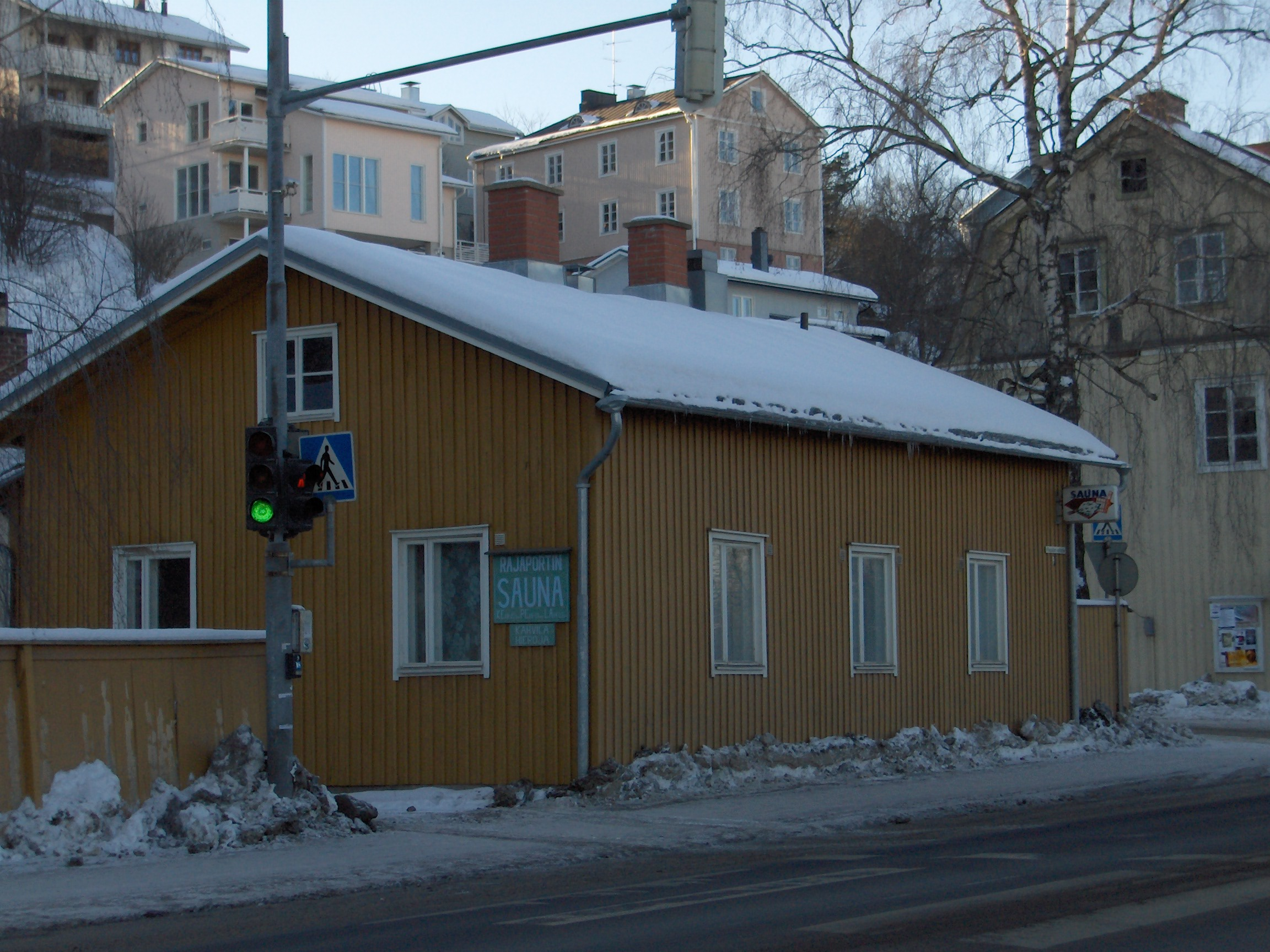
Un sauna public à Tampere.

Une autre forme de sauna qui a presque disparu est le sauna public de ville. Ces saunas publics ne sont plus indispensables car presque tout le monde a accès à un sauna privé ou à un sauna de maison.
Le sauna a également perdu beaucoup de son caractère sacré. Pour de nombreux Finlandais aujourd'hui, le sauna est simplement un endroit pour transpirer, se détendre et se laver et les gens ont oublié la tradition des esprits du sauna. Ceci se comprend en regardant un sauna en bois clair moderne chauffé électriquement et le sauna à fumée noire d'origine.

## Championnat du monde d'endurance au sauna
Organisés depuis 1998 à Heinola en Finlande, ces championnats visent à éprouver la résistance des concurrents dans des saunas surchauffés. L'objectif est de rester le plus longtemps possible dans un sauna chauffé à 110 °C (alors que la température usuelle est de 80 °C), où de l'eau est versée sur les pierres toutes les trente secondes.
Lors de l'édition 2005, le vainqueur de la compétition masculine, Timo Kaukonen, Finlande, est resté 3 minutes et 46 secondes dans l'étuve contre 2 minutes et 38 secondes pour la gagnante de la compétition féminine, Natallia Tryfanava, Biélorussie.
En 2010, l'un des finalistes, le Russe Vladimir Ladyjensky, meurt de ses brûlures, tandis que l'autre, le Finlandais Timo Kaukonen, tenant du titre, est grièvement brûlé. Ils étaient tous deux restés six minutes dans la cabine chauffée à 110 °C. La ville d'Heinola a décidé de ne plus poursuivre la tenue annuelle de cette compétition à la suite de cet événement. La compétition réunissait 135 candidats venant de 15 pays,.

### Filmographie
- 2023 : Smoke Sauna Sisterhood. Documentaire d'Anna Hints.

### Source de la traduction et crédit d'auteurs
- (en) Cet article est partiellement ou en totalité issu de l’article de Wikipédia en anglais intitulé « Finnish sauna » (voir la liste des auteurs).

- Cet article est partiellement ou en totalité issu de l'article intitulé « Sports insolites en Finlande » (voir la liste des auteurs).